# 西域长史府
西域长史府，东汉延光中置，治所在柳中城（今新疆维吾尔自治区鄯善县西南鲁克沁镇）。
107年东汉罢西域都护府，123年以班勇为西域长史，此后三通三绝，西域一直以长史行都护之职，不过东汉一共有多少长史文献并没记载，班勇以后姓名见于史册仅三人，即赵评、王敬、张晏，这三人并非相互接任的，而是不同时期的人物。222年，曹魏重置西域长史府，治所移治海头城（今新疆若羌县东北罗布泊西北岸楼兰遗址）。辖境相当今新疆维吾尔自治区天山南北、塔里木河流域以及中亚巴尔喀什湖以南、塔什干以东地区。十六国末废。